# پارادوکس مثبت کاذب
پارادوکس مثبت کاذب (به انگلیسی: False positive paradox) یکی از پارادوکس‌های آماریست که در آن نتایجی که به اشتباه مثبت ارزیابی می‌شوند از نتایجی که حقیقتاً مثبت هستند بیشتر است و زمانی رخ می‌دهد که شرایط مورد مطالعه در جمعیت کل شیوع کمی دارد و درصد شیوع از درصد مثبت کاذب کمتر است.
احتمال وقوع یک نتیجهٔ مثبت بجز دقت آزمایش، به ویژگی‌های فضای نمونه نیز بستگی دارد (تئوری بیز را ببینید)
هر گاه درصد شیوع از درصد کاذب مثبت آزمایش کمتر باشد، آنگاه حتی در آزمایش‌هایی که در موارد انفرادی احتمال خطای بسیار کمی دارند، روی هم‌رفته بیشتر از مثبت حقیقی، مثبت کاذب خواهند داد. این پارادوکس بسیاری را شگفت‌زده کرده و ممکن است منجر به مغالطهٔ ضریب اولیه (به انگلیسی: Base rate fallacy) شود.

## مثال
فرض کنید یک آزمایش اچ‌آی‌وی را که درصد مثبت کاذب آن ۰٫۰۴ و درصد منفی کاذب آن ۰ است روی یک جمعیت یک میلیونی اجرا می‌کنیم.

### آزمایش در شیوع زیاد
در صورتی که شیوع اچ‌آی‌وی در جمعیت مورد آزمایش ۲۰۰ نفر از هر ۱۰۰۰۰ نفر (۲٪) باشد. نتایج به صورت زیر خواهند بود:
کسانی که ناسالم هستند و به عنوان مریض مشخص می‌شوند (مثبت حقیقی):
۱٬۰۰۰٬۰۰۰ × (۲۰۰/۱۰۰۰۰) = ۲۰٬۰۰۰
(با توجه به صفر بودن درصد منفی کاذب آزمایش، کل این جمعیت مثبت حقیقی خواهند بود)
کسانی که سالم هستند اما مریض تشخیص داده می‌شوند (کاذب مثبت):
۱٬۰۰۰٬۰۰۰ × (۹۸۰۰/۱۰۰۰۰) × .۰۰۰۴ = ۳۹۲
سایر آزمایش‌ها (یعنی ۹۷۹٬۶۰۸ آزمایش) به درستی منفی نتیجه می‌دهند؛ بنابراین در جمعیتی با شیوع زیاد، کسی که نتیجهٔ آزمایشش مثبت باشد بیش از ۹۸٪ (=۲۰٬۰۰۰/۲۰٬۳۹۲) می‌تواند مطمئن باشد که واقعاً مریض است.

### آزمایش در شیوع کم
درصورتی که درصد شیوع بیماری یک نفر در هر ده‌هزار نفر باشد (.۰۱٪):
مثبت حقیقی:
۱٬۰۰۰٬۰۰۰ × (۱/۱۰٬۰۰۰) = ۱۰۰
مثبت کاذب:
۱٬۰۰۰٬۰۰۰ × (۹۹۹۹/۱۰٬۰۰۰) × .۰۰۰۴ ≈ ۴۰۰
(سایر ۹۹۹٬۵۰۰نفر باقی‌مانده به درستی سالم هستند (منفی حقیقی))
همان‌طور که مشخص است در آزمایش دوم تنها ۱۰۰ از ۵۰۰ نفر مورد آزمایش واقعاً مریض بوده‌اند که یعنی احتمال اینکه شما در صورت مثبت بودن آزمایش واقعاً مریض باشید ۲۰٪ =(۱۰۰/۵۰۰)است.
کسی که روی گروه اول (گروه با شیوع زیاد) همین آزمایش را انجام داده باشد، متصور است که در ۹۸٪ موارد آزمایش درست جواب می‌دهد و اگر آزمایش را روی گروه دوم تکرار کند ممکن است برایش شوکه‌کننده باشد که آزمایش معمولاً کاذب مثبت است!
تفاوتی که میان احتمال مؤخر (به انگلیسی: Posterior probability) (احتمالی است که پس از در نظر گرفتن حوادث مرتبط محاسبه می‌شود) و احتمال مقدم (به انگلیسی: Prior probability) (احتمالی که بدون در نظر گرفتن حوادث قبلی محاسبه می‌شود) وجود دارد منجر به این اشتباه می‌گردد.